# Antequera

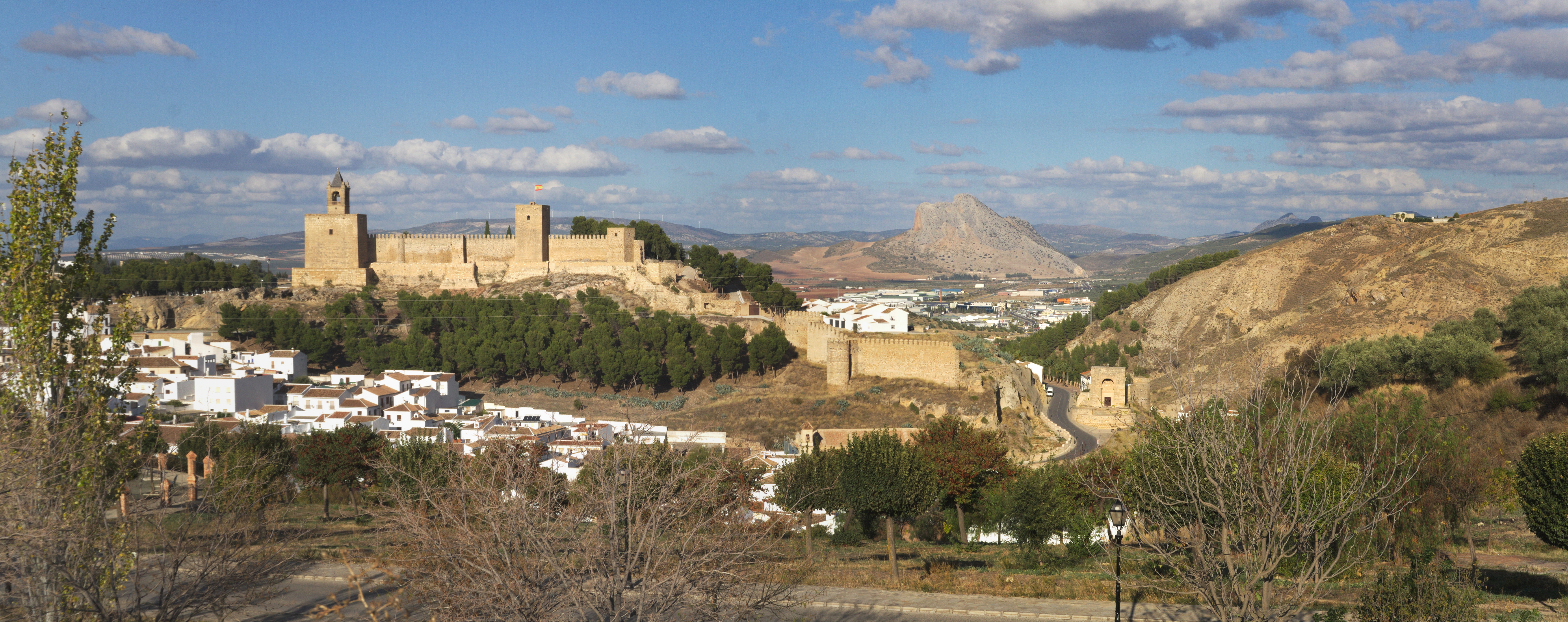
Antequera – Festungshügel (alcazaba)

Antequera ist eine Stadt und eine Gemeinde mit 41.619 Einwohnern (Stand: 2024) in der andalusischen Provinz Málaga (Spanien). Seit dem 16. Jahrhundert trägt die Stadt wegen ihrer Bedeutung für Kultur und Geschichte des Landes und ihrer geographischen Lage an den Verbindungswegen zwischen den großen andalusischen Städten Málaga, Granada, Córdoba und Sevilla den Beinamen „Herz von Andalusien“. Die komplette Altstadt wurde im Jahr 2013 als Conjunto histórico-artístico anerkannt.

## Lage
Antequera liegt gut 50 Kilometer (Fahrtstrecke) nördlich der Provinzhauptstadt Málaga und der Costa del Sol am Rand der Bergketten (span.: Sierras) El Torcal und El Arco Calizo Chimenea auf einer Höhe von ca. 515 msnm. Der Fluss Guadalhorce und seine zahlreichen Bachzuflüsse (arroyos) tragen zur Fruchtbarkeit des umliegenden Landes bei. Das Klima im Winter ist eher gemäßigt, im Sommer dagegen warm bis heiß; die jährliche Niederschlagsmenge (ca. 620 mm/Jahr) fällt – mit Ausnahme der nahezu regenlosen Sommermonate – übers ganze Jahr verteilt.

## Bevölkerungsentwicklung
| Jahr      | 1857   | 1900   | 1950   | 2000   | 2020   |
| Einwohner | 27.340 | 31.665 | 43.576 | 40.289 | 41.472 |

Der deutliche Bevölkerungsanstieg seit dem ausgehenden 19. Jahrhunderts ist im Wesentlichen auf die Zuwanderung aus den ländlichen Gebieten im Umland zurückzuführen.

## Wirtschaft
Traditionell waren landwirtschaftliche Produkte (Oliven, Getreide, Schafwolle) sowie deren Verarbeitung zu (Olivenöl bzw. Textilien) und das Handwerk (Töpferei, Schreinerei) die bestimmenden Wirtschaftszweige der Region. Heute ist der Tourismus der dominierende Wirtschaftsfaktor.

## Geschichte und Kultur

### Vor- und Frühgeschichte

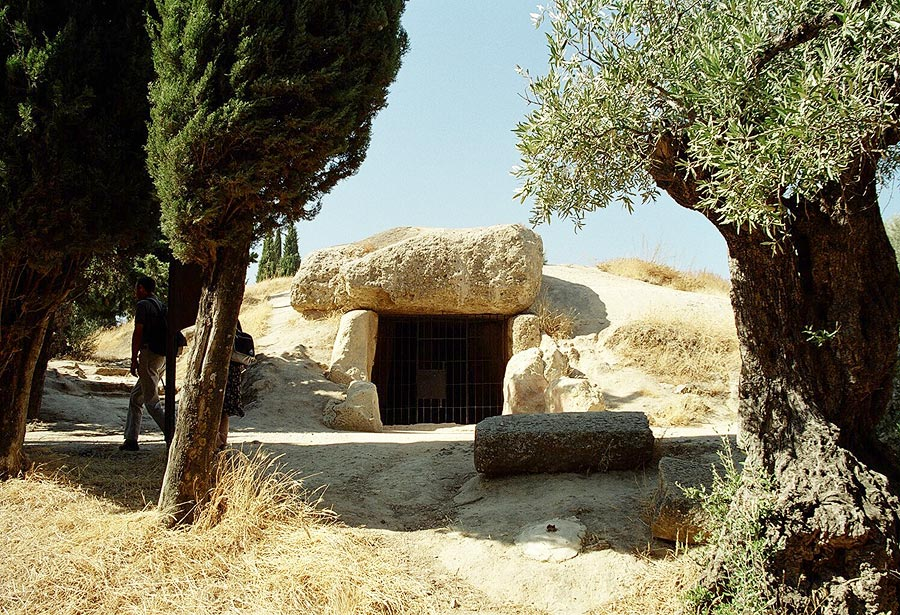
Dolmen de Menga

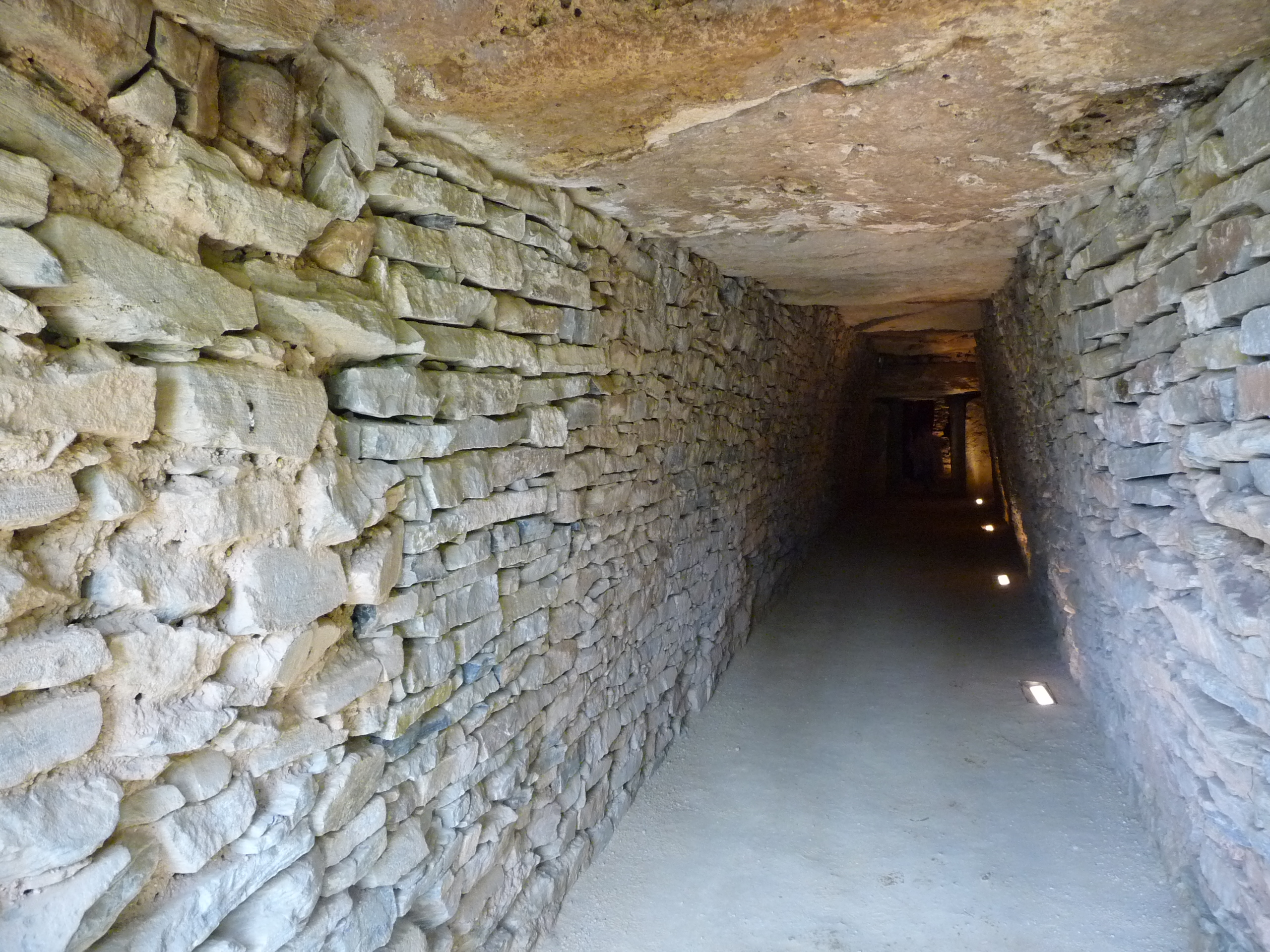
Dolmen de El Romeral

Am nordöstlichen Stadtrand liegen der Dolmen de Menga und der Dolmen de Viera aus der Zeit um 3800 v. Chr., die zu den größten Megalithanlagen Europas gehören. Der größere, Menga, hat einen Durchmesser von 25 m, ist 4 m hoch und aus 32 Megalithen aufgebaut, von denen der schwerste rund 180 t wiegt. Nach Fertigstellung der Kammer und des Ganges wurde die Anlage mit Erde bedeckt. Der Hügel blieb bis heute erhalten. Im 19. Jahrhundert fanden Archäologen in der Kammer die Skelette von mehreren hundert Menschen.
Etwas außerhalb der Stadt befindet sich der Tholos von El Romeral aus der Zeit um 1800 v. Chr., bei dessen Konstruktion auch kleinere Steinformate verwendet wurden.
Die Dolmen Viera, Menga und El Romeral wurden nach erfolgreicher Bewerbung im Jahr 2016 als UNESCO-Weltkulturerbe ernannt, ebenso das Antequera umgebende El Torcal-Gebirge und der Peña de los Enamorados, ein markanter Berg.

### Iberer
Um die Mitte des 1. Jtsd. v. Chr. vermischten sich die Iberer teilweise mit den zuwandernden Kelten (siehe auch Keltiberer) und bildeten in Südspanien, dem heutigen Andalusien, das Volk der Turdetaner (siehe auch: Tartessos).
Ab dem 7. Jh. v. Chr. kam es auch zu wirtschaftlichen und kulturellen Kontakten mit Phöniziern und Griechen, was durch zahlreiche archäologische Funde belegt ist. 

### Römisches Reich
Nach dem Ende des Zweiten karthagisch-römischen Krieges 201 v. Chr. wurden die karthagischen Gebiete der Iberischen Halbinsel zu einem Teil des Römischen Reiches. Die Turdetaner übernahmen bald Kultur und Sprache der Römer und der Übergang zur römischen Herrschaft erfolgte weitgehend friedlich. Wie bei vielen anderen Ortschaften in Andalusien, gehen der heute noch sichtbare Stadtplan und der Name Anticaria auf jene Zeit zurück. Die Stadt war, wie schon zur Zeit der Iberer und Turdetaner, auch unter römischer Herrschaft ein bedeutender Handelsplatz, insbesondere bekannt für die Qualität des hier produzierten Olivenöls. Im Südosten der Stadt können heute die Ausgrabungen der römischen Thermen besucht werden.
Ab der Mitte des 1. Jahrtausends wurden die Römer zusehends von über die Pyrenäen eingewanderten Völkern wie den Wandalen, Alanen und Sueben verdrängt. Für kurze Zeit übernahmen oströmische Byzantiner die Macht; diese wurden aber ihrerseits von den Westgoten besiegt.

### Al-Andalus
Im Jahr 711 begann die Eroberung der iberischen Halbinsel durch die aus Nordafrika stammenden muslimischen Mauren. Ab etwa 716 war auch das frühere Anticaria eine maurische Stadt, geprägt von deren Kultur, Tradition und Architektur, und erhielt einen neuen Namen: Medina Antaquira.
Mit der Schlacht bei Las Navas de Tolosa (1212), in der die zu jener Zeit herrschenden Almohaden den vereinigten Heeren der christlichen Königreiche im Norden der Halbinsel unterlagen, begann der Niedergang des maurischen Al-Andalus. Medina Antaquira, damals von etwa 2.600 Menschen bewohnt, wurde – als eine der nördlichsten Städte des verbliebenen Königreichs der Nasriden von Granada – zu einer wichtigen Grenzstadt. Zur Verteidigung gegen die Truppen der katholischen Königreiche im Norden wurden die Befestigungsanlagen ausgebaut und auf dem die Stadt überblickenden Hügel eine Burg errichtet, die Alcazaba (vgl. Kasbah). Von dieser Festung sind heute nur noch wenige Teile der Befestigungsmauern und einige Türme zu sehen – darunter der später von den Spaniern aus- und umgebaute Torre del Homenaje.
Rund zweihundert Jahre war Medina Antaquira immer wieder Angriffen der christlichen Könige ausgesetzt (siehe auch Reconquista). Erst am 16. September 1410 konnte ein Heer unter Führung Ferdinands I. von Aragón („Infante Don Fernando“) die Stadt erobern. Durch diesen Sieg erhielt der 1412 zum König von Aragonien erhobene Herrscher auch den Beinamen „Ferdinand von Antequera“ (Don Fernando de Antequera). Die Hauptstraße Antequeras trägt heute noch seinen Namen: Calle Infante Don Fernando. Nach der Schlacht von 1212 gilt die Eroberung Antequeras als zweiter entscheidender Sieg der Christen in ihrem Bestreben, die Mauren aus Spanien zu verdrängen.

### Spanien

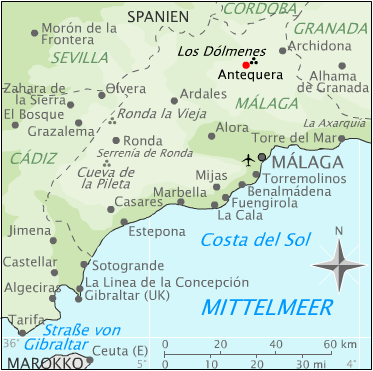
Karte der Provinz Málaga

Nachdem Antequera Teil des Königreichs Kastilien geworden war, wurde die muslimische Bevölkerung teils ermordet und teils vertrieben. Die Stadt war nun eine Grenz- und Festungsstadt der Katholiken gegen das nasridische Reich von Granada und Ausgangspunkt einer Reihe von Eroberungszügen. Erst nachdem Granada im Jahr 1492 als letzte maurische Stadt des ehemaligen Al-Andalus kapituliert hatte, begann die Stadt sich von den Jahrhunderten des Kampfes zu erholen und zog auch wieder Menschen an, die sich dauerhaft niederließen.
Antequera wurde zur bedeutenden Handelsstadt am Kreuzungspunkt der Routen zwischen Málaga im Süden, Granada im Osten, Córdoba im Norden und Sevilla im Westen. Diese Position, zusammen mit der florierenden Landwirtschaft, den für ihre Arbeit bekannten Handwerkern und den kulturellen Errungenschaften der Stadt, trugen dazu bei, dass Antequera ab dem 16. Jahrhundert den Beinamen „Herz von Andalusien“ erhielt. In dieser Zeit veränderte sich auch das Stadtbild grundlegend. Moscheen und Häuser wurden niedergerissen und an deren Stelle neue Gebäude, oft Kirchen, errichtet. Die älteste Kirche Antequeras, die spätgotische Iglesia San Francisco, entstand um das Jahr 1500.

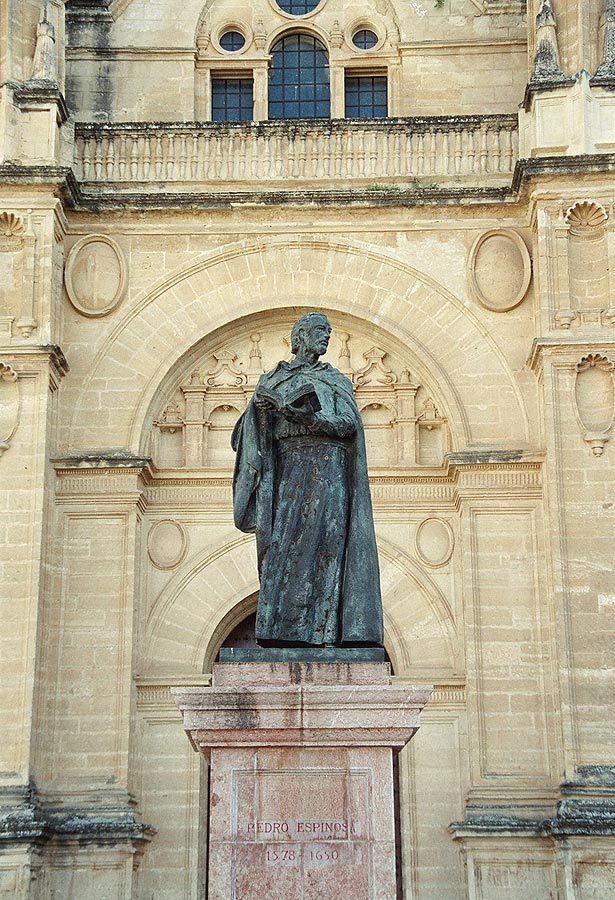
Denkmal des Gelehrten Pedro Espinosa
(Plaza de los Escribanos)

Im Jahr 1504 wurde „La Colegial“ gegründet, ein humanistischer Lehrstuhl für Grammatik, wo sich in der Folge eine Reihe für die spanische Renaissance bedeutender Schriftsteller und Gelehrter versammelten. Im Verlauf des 16. Jahrhunderts entstanden auch die Schule der Dichter von Antequera, der neben anderen Pedro Espinosa, Luis Martín de la Plaza und Cristobalina Fernández de Alarcón angehörten, und die Schule für plastische Künste, deren Künstler vor allem an den zahlreichen Kirchenbauten Beschäftigung fanden und deren Werke auch in den umliegenden Regionen um Sevilla, Málaga und Córdoba gefragt waren. Unter den neu errichteten Kirchen waren die Stiftskirche San Sebastián im Stadtzentrum und die größte und prunkvollste der Stadt, Real Colegiata de Santa María la Mayor (1514–1550) mit ihrer strengen Fassade, die Renaissance- und spätgotische Elemente miteinander verbindet.

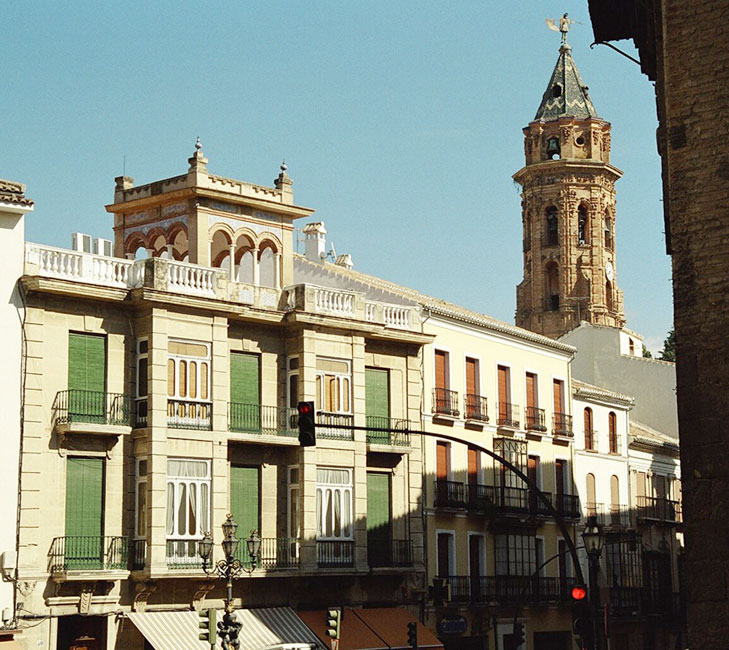
Altstadt mit Kirche San Sebastián

Bis ins 18. Jahrhundert hinein entstanden noch eine Vielzahl weiterer Kirchenbauten (heute befinden sich in der Stadt insgesamt 32) und auch Paläste für die Mitglieder des Adels und die wohlhabenderen Bürger im Stil des spanischen Barocks.
Die kulturelle Blütezeit Antequeras ging Ende des 17. und Anfang des 18. Jahrhunderts allmählich zu Ende. Spanien musste den Verlust seiner amerikanischen Kolonien hinnehmen und verlor auch eine Reihe entscheidender kriegerischer Auseinandersetzungen in Europa. Damit einher ging eine tiefgreifende wirtschaftliche Krise, die in einigen Regionen des Landes sogar dazu führte, dass die Menschen wieder zum Tauschhandel übergingen. Kirche, Adel und Großbürgertum – die Großgrundbesitzer – zuvor die Auftraggeber und Mäzene der Kunstschaffenden, verloren den Großteil ihrer Vermögen und konnten damit weder weitere Kirchenbauten noch Paläste bezahlen.
Ab der Mitte des 18. Jahrhunderts erlebte Spanien durch eine Reihe von Reformen – insbesondere eine Landreform und die Zurückdrängung der Macht der römisch-katholischen Kirche (Ausweisung der Jesuiten 1767) – einen langsamen wirtschaftlichen Aufschwung. Für Antequera wurde vor allem die Textilproduktion zum wesentlichen Wirtschaftszweig. 1804 wurde der Aufschwung der Stadt von einer Gelbfieberepidemie und den wenig später folgenden Napoleonischen Kriegen unterbrochen. Eine weitere schwere Krise erlebte die Textilindustrie Antequeras im frühen 20. Jahrhundert. Erst ab den 1960er Jahren, als die nahe gelegene Costa del Sol sich zur internationalen Tourismusdestination entwickelte, erlebte auch Antequera wieder einen wirtschaftlichen Aufschwung. Heute ist die Stadt sowohl ein touristisches als auch kulturelles Zentrum von überregionaler Bedeutung.

## Sehenswürdigkeiten

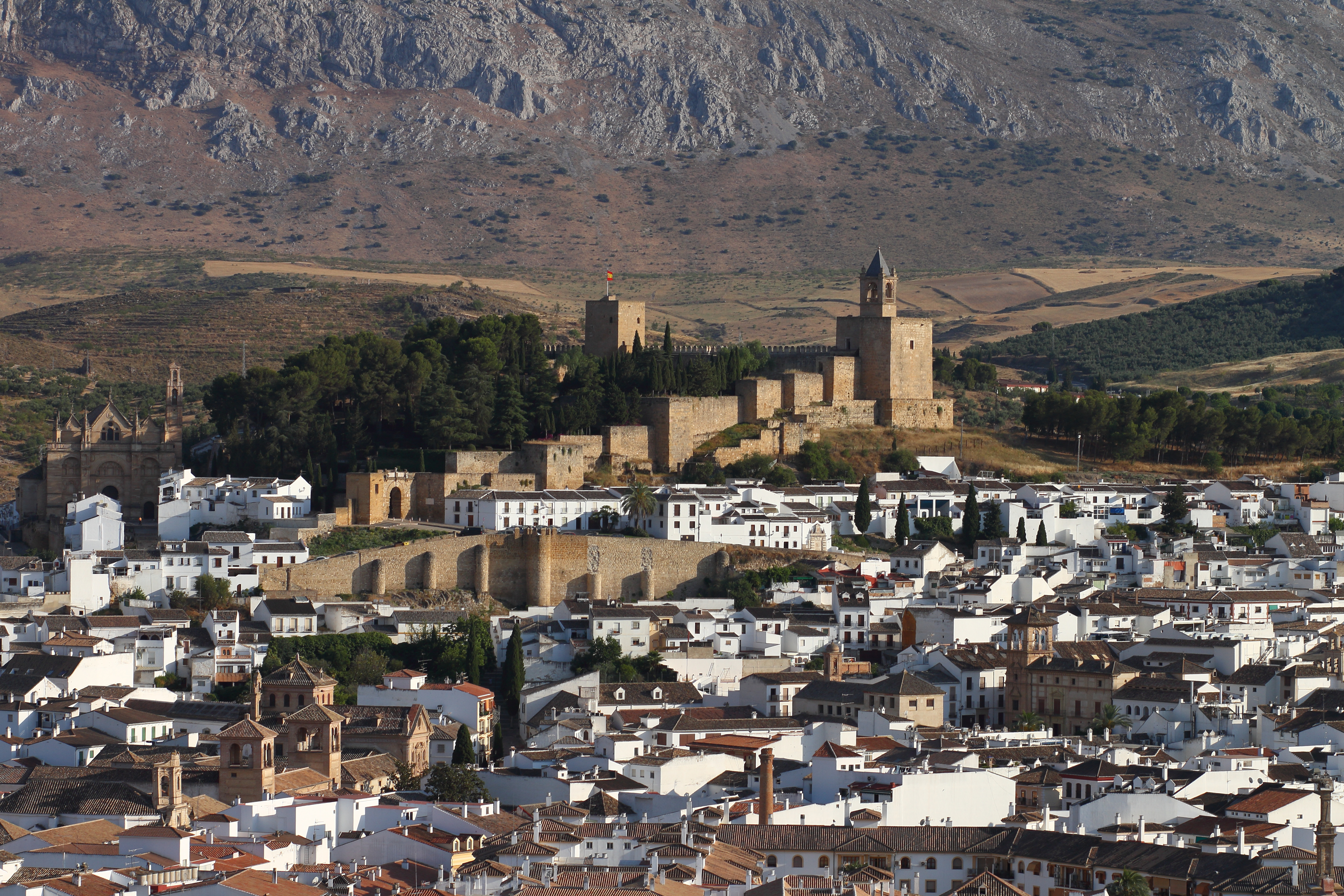
Antequera – Festungshügel (alcazaba) mit Kollegiatkirche Santa María la Mayor (links)

Iglesia de San Francisco oder San Zoilo

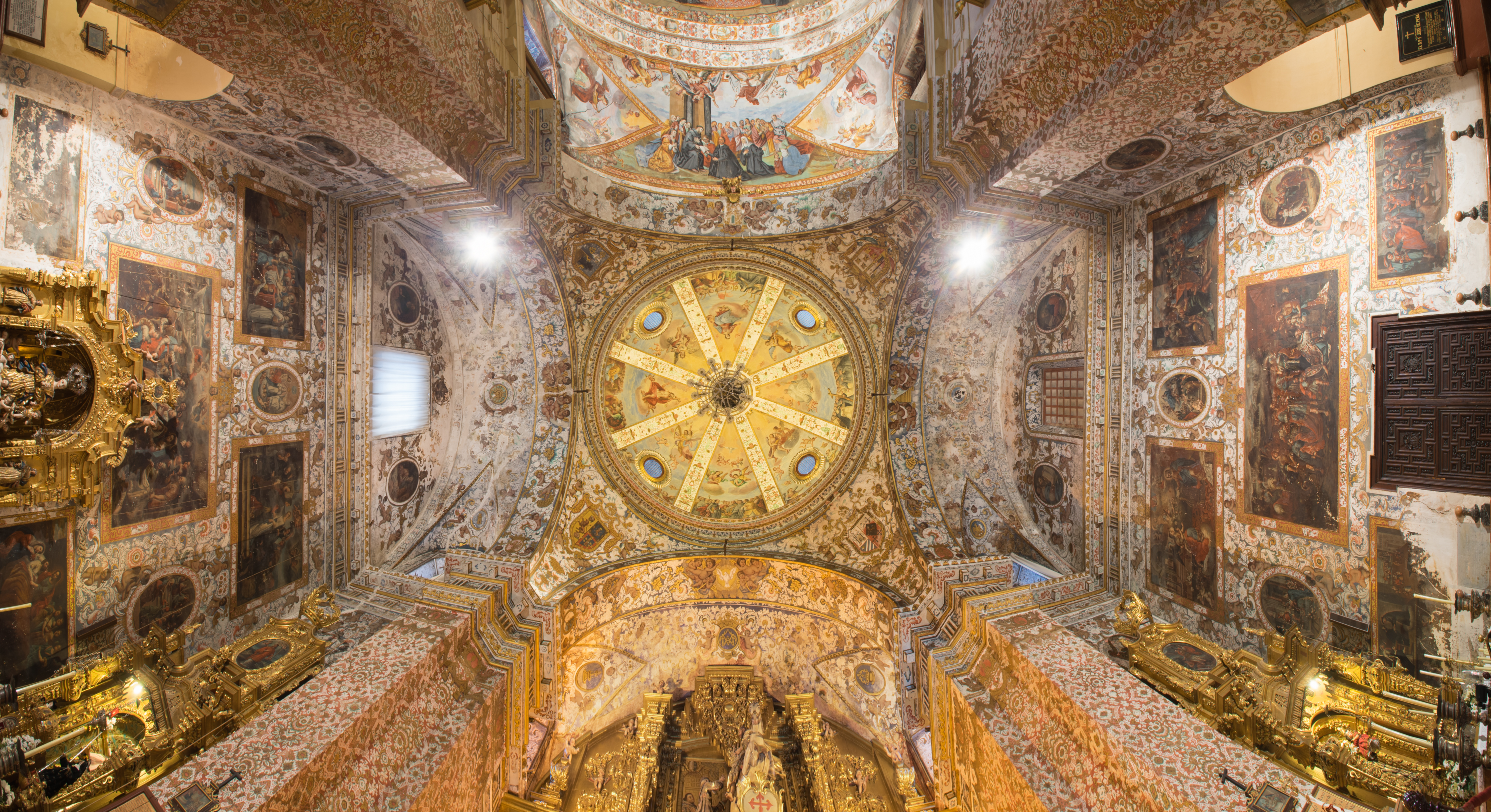
Vierungsbereich der Kirche des Convento de los Remedios

Antequera ist vor allem regional, aber in zunehmendem Maße auch international, ein Reiseziel kulturell interessierter Reisender; in den Museen der Stadt befindet sich ein Großteil aller Kunstschätze der Provinz Málaga, was sie zu einem der kulturell bedeutsamsten Zentren ganz Andalusiens macht.
- Auf einer Anhöhe im Südosten der Stadt erhebt sich die ursprünglich römische, dann maurische, später jedoch von den Christen neugestaltete Festung (alcazaba) mit ihrem Bergfried (torre del homenaje).
- Die auf Initiative der Katholischen Könige Isabella I. und Ferdinand II. durch eine Bulle von Papst Julius II. genehmigte dreiportalige Real Colegiata de Santa María la Mayor ist der größte und historisch bedeutendste Kirchenbau der Stadt; er entstand in den Jahren 1514 bis 1550 am Ostabhang des Burgbergs. Die auf der rechten Seite unvollendete Fassade zeigt klare Renaissanceformen mit einigen wenigen Reminiszenzen an die Gotik. Das dreischiffige und von Artesonado-Dachstühlen bedeckte Innere der Kirche ist durch antikisierende Säulen (nicht durch Pfeiler) voneinander abgegrenzt; die langgestreckte Apsis verfügt über Rippengewölbe. Die Südseite wird von zusätzlichen Kapellen stabilisiert.[7]
- Eine weitere Stiftskirche (Real Colegiata de San Sebastián) entstand in den 40er Jahren des 16. Jahrhunderts im Zentrum der Stadt. Während die Fassade der dreischiffigen Kirche eindeutige Renaissanceformen zeigt, wurde der in Mudéjar-Tradition ganz aus Ziegelsteinen gemauerte Glockenturm erst in den Jahren 1701 bis 1706 errichtet und zeigt eine eindeutig barocke Formensprache. Die Turmspitze mit einer sich im Wind drehenden Engelsfigur (El Angelote) wurde nach einem Brand im Jahr 1926 erneuert.
- Mehrere Konvente sind über das Stadtgebiet verteilt: Convento de Madre de Dios de Monteagudo (um 1750, Augustinerinnen), Convento de Belén (um 1630, Unbeschuhte Karmelitinnen, seit dem 19. Jahrhundert Klarissen), Convento de la Victoria (um 1715, Paulaner), Convento de la Encarnación (um 1560, Beschuhte Karmelitinnen), Convento de San Agustín(um 1560, Augustiner), Convento de la Trinidad (um 1560, Trinitarier), Convento de los Remedios (um 1630, Dritter Orden der Franziskaner), Convento de Santo Domingo (um 1720, Dominikaner), Convento de San José (um 1630–1734, Unbeschuhte Karmelitinnen), Convento de las Catalinas (um 1735, Dominikanerinnen), Real Monasterio de San Zoilo (16./17. Jh., Franziskaner), Convento de la Magdalena (um 1580 Eremiten, um 1680 Franziskaner, heute Hotel)
- Ebenso zahlreich sind die Kirchen, Kapellen, Herrschaftshäuser (palacios) und Brunnen der Stadt.

Museen
- Das Museo de la Ciudad de Antequera wurde zu Beginn des 20. Jahrhunderts als archäologisches Museum gegründet. Es beherbergt zahlreiche Funde aus römischer und maurischer Zeit, aber auch mittelalterliche und frühneuzeitliche Exponate sind zu sehen.[8]
- Das Museo Conventual de las Descalzas beherbergt zahlreiche Exponate zur christlichen Kunst.[9]
- Das Museo de Usos y Costumbres in der ehemaligen Kirche San Benito beschäftigt sich mit den Volksbräuchen der Stadt und des Umlandes.[10]
- Das Museo del Aceite präsentiert Exponate und Informationstafeln zur Geschichte der Olivenölgewinnung in der Region.[11]

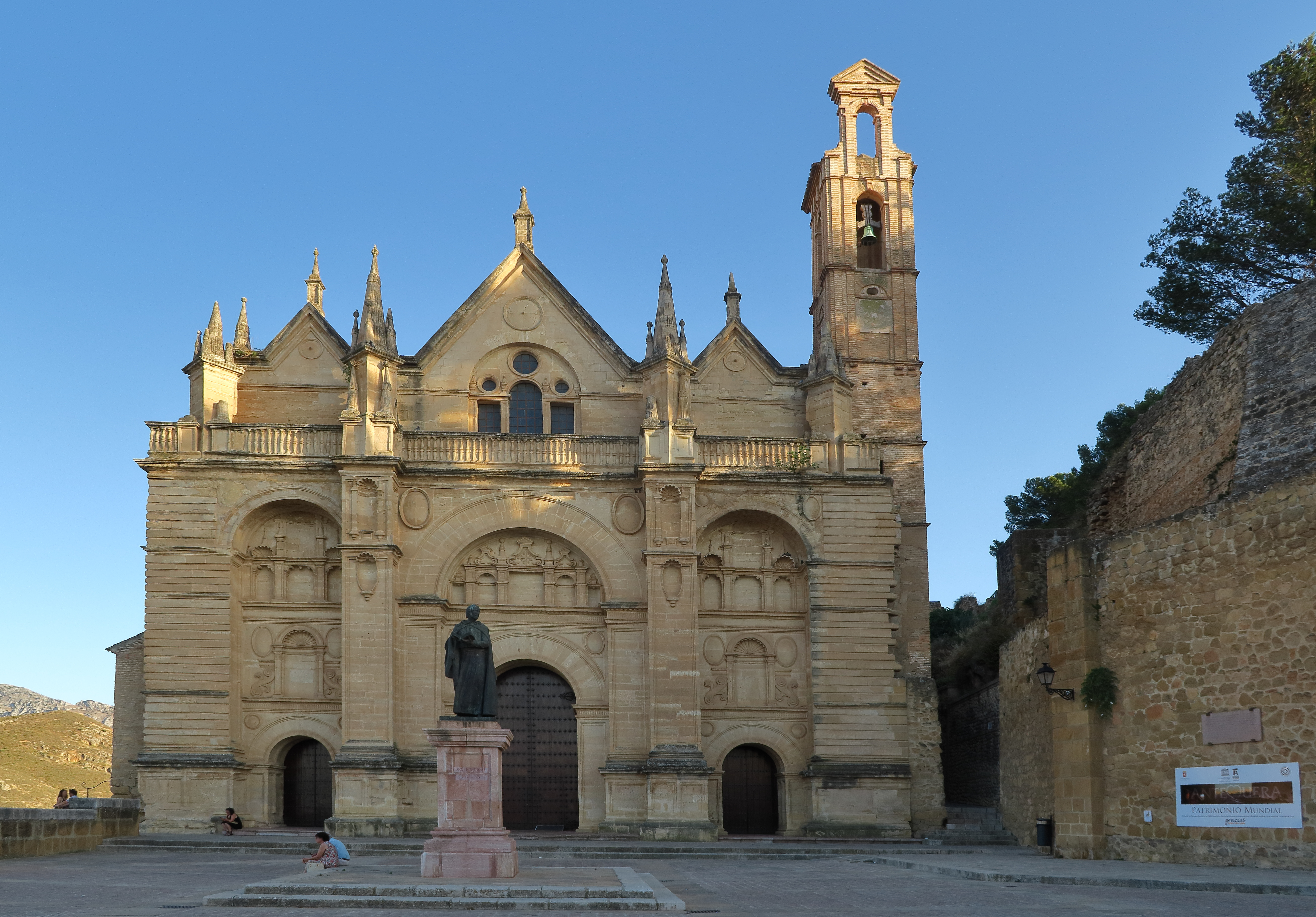
Real Colegiata de Santa María la Mayor
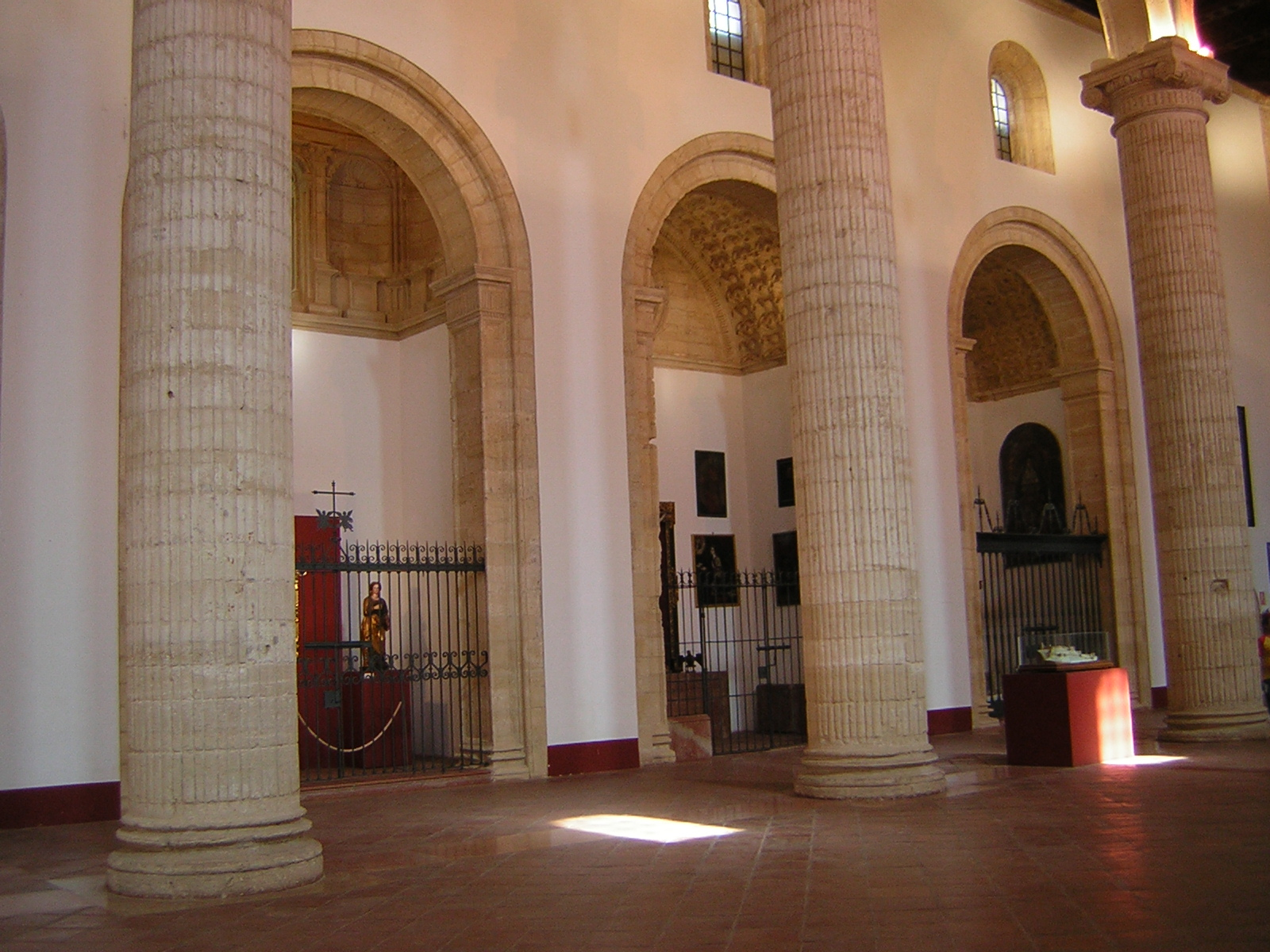
dto., Inneres
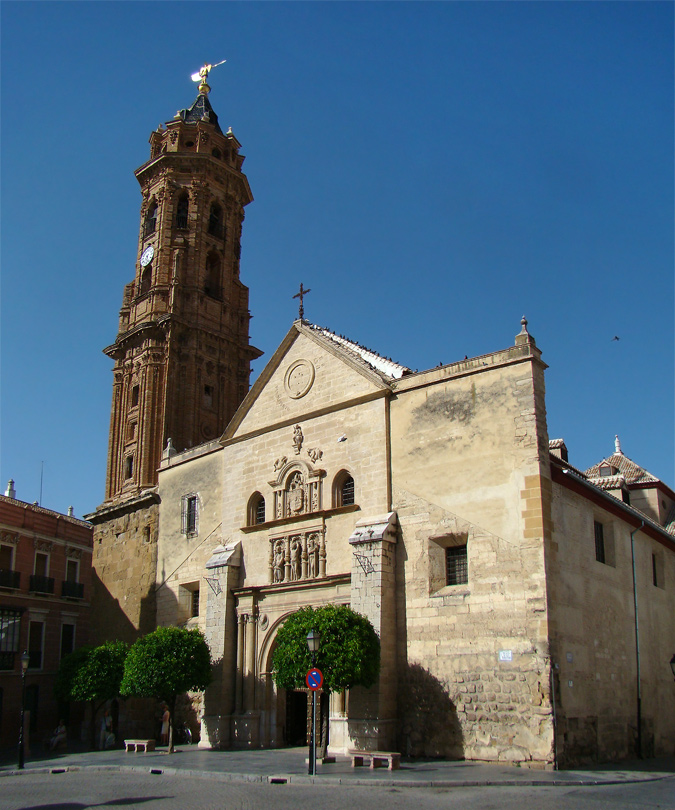
Real Colegiata de San Sebastián
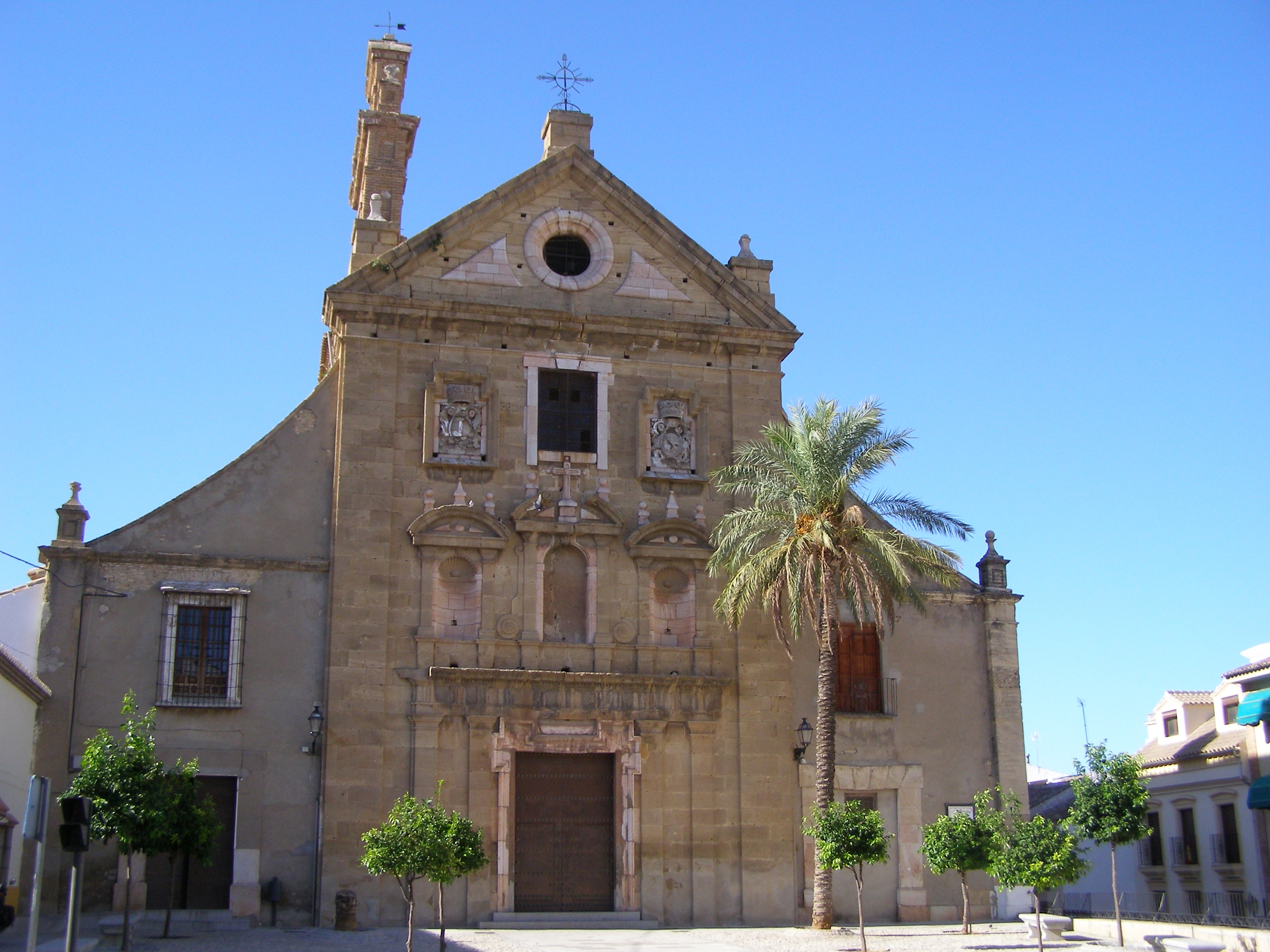
Convento de la Trinidad
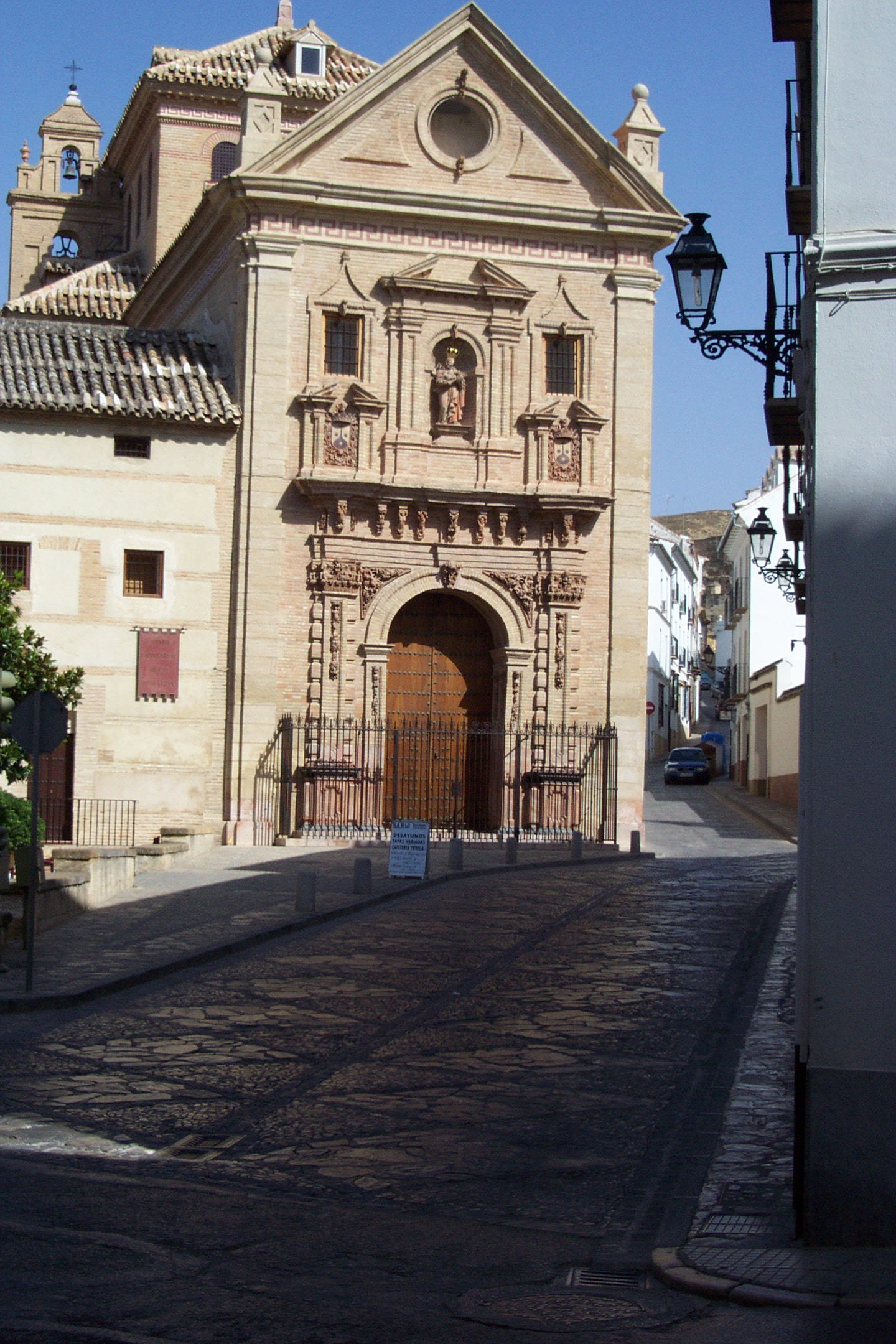
Convento de San José
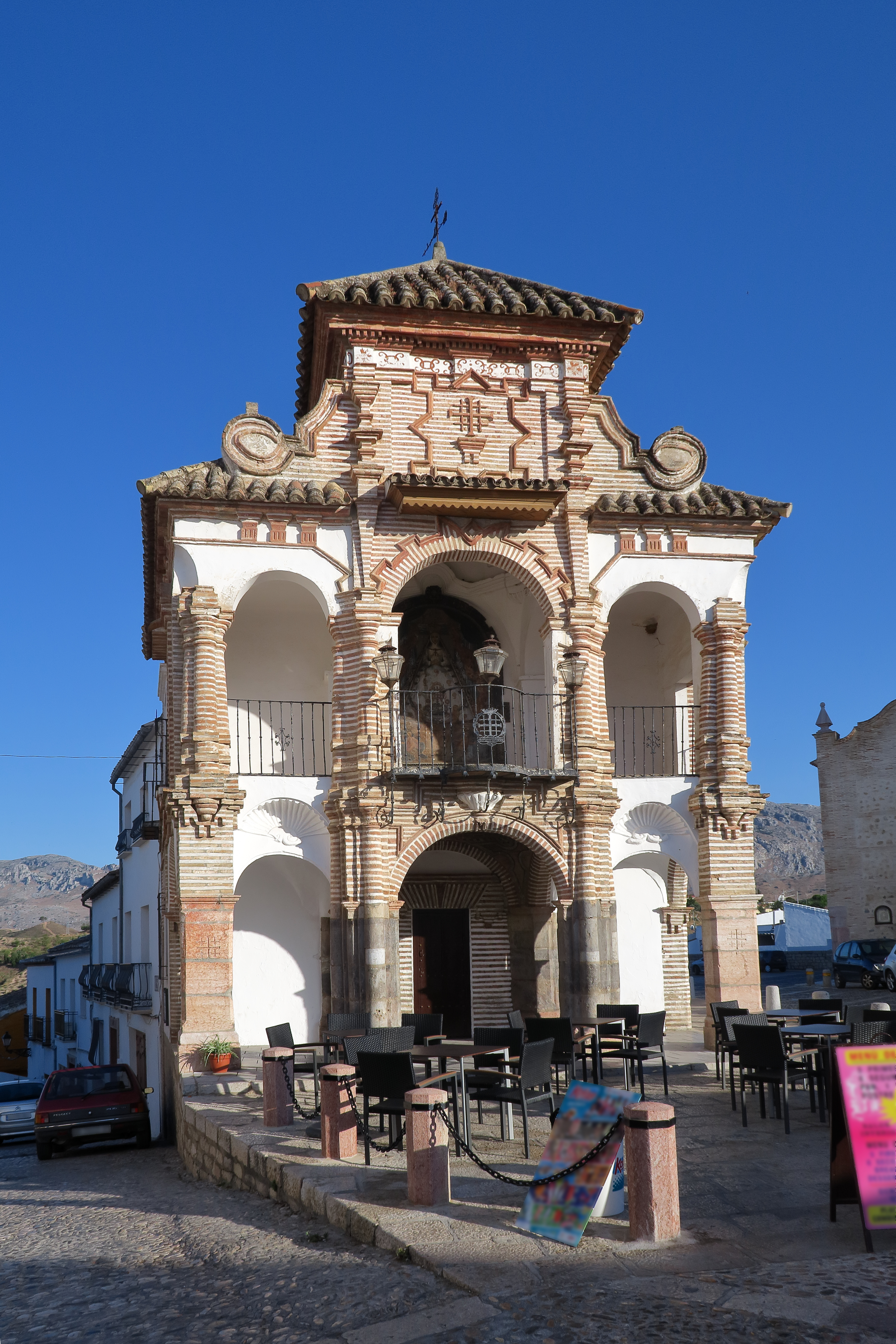
Capilla de la Virgen del Socorro

## Sport
Der Verein Club Balonmano Los Dólmenes Antequera spielte in der höchsten spanischen Liga, wie auch der Vorgänger Club Balonmano Antequera.

## Städtepartnerschaften
Antequera hat Städtepartnerschaften geschlossen mit
- Agde in der Region Okzitanien, Frankreich
- Oaxaca de Juárez im Bundesstaat Oaxaca, Mexiko

## Söhne und Töchter der Stadt
- Pedro Espinosa (1578–1650), humanistischer Schriftsteller und Dichter zur Zeit des spanischen Barock
- Juan de Pareja (1609-10-1670), Barock Maler, ein Sklave des Velázquez
- María del Carmen González Ramos (1834–1899), Ordensfrau und Ordensgründerin
- Kiti Manver (* 1953 als María Isabel Ana Mantecón Vernalte), spanische Schauspielerin
- Juan Calatayud Sánchez (* 1979), Fußballspieler
- Juan Palomino Morón (* 2001), Handballspieler